# Софија Стефановић (књижевница)
Софија Стефановић (Београд, 1982) је аустралијска књижевница српског порекла која живи и ради у САД. Најпознатија је по мемоару Мис Бивша Југославија који није преведен на српски језик. Има једног сина и живи на релацији Мелбурн–Њујорк.

## Мис Бивша Југославија[3]
Рођена 1982. у главном граду некадашње Југославије, Софија се као девојчица осамдесетих сусрела са рок културом новог таласа, искључењима струје, све већим анимозитетом између југословенских народа, и на крају грађанским ратом који је довео до распада СФРЈ, због чега се њена породица преселила у Аустралију. Роман почиње избор за мис девојака емигрантских породица из бивше Југе, и представља пример емигрантске литературе на енглеском језику, попут романа "Симпатизер" Вијет Тана Нујена, или "Моја мачка Југославија" финског-албанског писца Пајтима Статовција пореклом са Косова и Метохије.

## Књижевни рад
- You are to good to be true (Penguin books, 2015)[5]
- Мис бивша Југославија (Miss Ex Yugoslavia, Viking, 2018) мемоар
- Alien nation (2022)[6] 36 прича о емиграцији